# Clematis menglaensis
Clematis menglaensis är en ranunkelväxtart som beskrevs av M.C. Chang. Clematis menglaensis ingår i släktet klematisar, och familjen ranunkelväxter. Inga underarter finns listade i Catalogue of Life.